# Nadezhda Georgieva
Nadezhda Georgieva (née le 2 septembre 1961) est une athlète bulgare qui est spécialiste du sprint. Elle remporte une médaille d'argent au relais 4 × 100 mètres, aux championnats d'Europe d'athlétisme 1986.

## Palmarès

### Championnats d'Europe d'athlétisme
- Championnats d'Europe d'athlétisme de 1986 à Stuttgart  Allemagne de l'Ouest
  -  Médaille d'argent du relais 4 × 100 m (Ginka Zagorcheva~Anelia Nuneva~Nadejda Gueorguieva~Yordanka Donkova) (42 s 68)